# Khargi
Khargi fou un territori de situació desconeguda al nord de Damasc, segurament a la zona de l'Antilíban. Vers la meitat del segle vii aC, els àrabs (Aribi) aliats als quedarens, es van apoderar de diversos lloc, des d'Edom a l'Orontes, entre els quals s'esmenta Khargi, però els assiris van derrotar els àrabs a Arazan i Khirataqaza a Udumu (Edom), a Yabrudu (Yabrud), a Bit-Ammani (Beth-Ammon), al cantó de Khaurina a Mahaba (Moab), a Sabarri, a Khargi, i a Tsubiti. Es pensa que Tsubite era Aram-Tsoba (Tsubi Ti, amb Ti com a terminació indicativa de país) el que situaria la zona afectada entre Edom i el país a l'est del riu Jordà fins més enllà de les fonts de l'Orontes.